# دامق الزرع
دَامِق الزرع أحد مسببات الأمراض الفطرية للنبات من جنس دامق. وهو أحد مسببات الأمراض في القمح والأنواع المماثلة والذي يتسبب في تعفن القدم البيضاء أو تعفن الساق القاعدية.